# تاریخچه باشگاه فوتبال منچستر یونایتد (۱۹۴۵–۱۸۷۸)

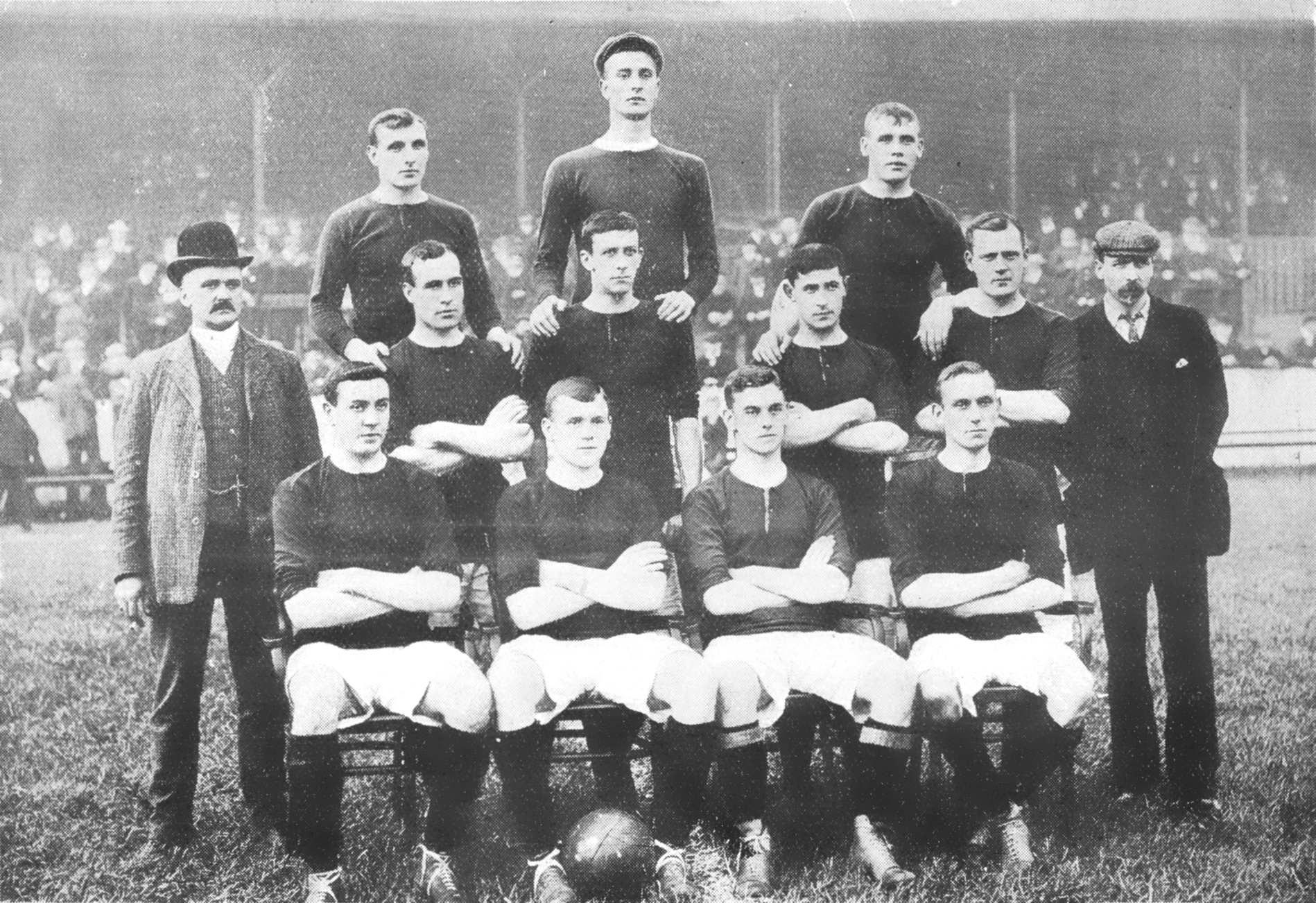
باشگاه منچستر یونایتد در فصل ۱۹۰۶–۱۹۰۵

باشگاه فوتبال منچستر یونایتد در سال ۱۸۷۸ توسط شرکت راه‌آهن لانکشایر و یورکشایر و با نام نیوتون هیث شکل گرفت. در ابتدا این تیم فقط با تیم‌های شرکت‌های راه‌آهن دیگر بازی می‌کرد، ولی در ۲۰ نوامبر ۱۸۸۰ اولین بازی رسمی خود را در برابر بولتون واندررز انجام داد. بازیکنان تیم نیوتون هیث در این بازی لباس سبز و طلایی پوشیده بودند و بازی را نیز با نتیجه ۶ بر صفر واگذار کردند. این تیم از سال ۱۸۸۸ به عضویت یک لیگ محلی کوچک درآمد. این لیگ محلی پس از یک سال منحل شد و آن‌ها به لیگ دیگری به نام اتحاد فوتبال پیوستند. سه فصل بعد این لیگ با لیگ برتر فوتبال ادغام شد. این تیم از فصل ۹۳–۱۸۹۲ کار خود را در لیگ دسته اول شروع کرد. در آن موقع تیم از شرکت راه‌آهن استقلال یافته بود و پسوند LYR از نام این تیم حذف شد. بعد از فقط دو فصل، باشگاه به دستهٔ دوم سقوط کرد.
در ژانویه ۱۹۰۲، باشگاه با بدهی ۲،۶۷۰ پوند (معادل ۲۱۰،۰۰۰ پوند در سال ۲۰۱۱ میلادی) ورشکسته شد. هری استفورد، کاپیتان تیم ۴ تاجر از جمله جان هنری دیویس (که رئیس باشگاه شد) را یافت که حاضر شدند هر کدام ۵۰۰ پوند در باشگاه سرمایه‌گذاری کنند و تیم را نجات دهند. در آن موقع نام تیم نیز تغییر کرد و در ۲۴ آوریل ۱۹۰۲ باشگاهی با نام منچستر یونایتد به صورت رسمی شکل گرفت. با سرمربیگری ارنست منگنال که تیم را در سال ۱۹۰۳ تحویل گرفت، آن‌ها موفق به نایب قهرمانی در لیگ دسته دوم در سال ۱۹۰۶ شدند و به لیگ دسته اول راه یافتند. همچنین منچستر یونایتد در سال ۱۹۰۸، برای اولین بار توانست لیگ دسته اول را فتح کند که اولین قهرمانی منچستر یونایتد در لیگ به حساب می‌آید. در شروع فصل بعد، منچستر یونایتد عنوان قهرمانی در جام خیریه انگلیس را به‌دست آورد. و در پایان فصل نیز برای اولین بار، به عنوان قهرمانی جام حذفی انگلیس رسید. منچستر یونایتد در سال ۱۹۱۱، بار دیگر در لیگ دسته اول قهرمان شد، ولی در پایان آن فصل، منگنال منچستر یونایتد را ترک کرد و به منچستر سیتی پیوست.
در سال ۱۹۲۲، بعد از شروع دوباره لیگ‌های فوتبال پس از توقف سه ساله به علت جنگ جهانی اول، باشگاه به دسته دوم سقوط کرد. منچستر یونایتد در سال ۱۹۲۵، دوباره به لیگ دسته اول بازگشت، ولی در سال ۱۹۳۱ دوباره به دسته دوم رفت. در آن سال، منچستر یونایتد ضعیف‌ترین نتیجهٔ تاریخ خود را گرفت و در لیگ دسته دوم در رتبهٔ بیستم قرار گرفت. در اکتبر ۱۹۲۷، جان هنری دیویس درگذشت. باشگاه بار دیگر در آستانهٔ ورشکستگی قرار گرفت، ولی در دسامبر ۱۹۳۱، جیمز گیبسون در باشگاه سرمایه‌گذاری کرد و اداره باشگاه را در دست گرفت. در فصل ۳۹–۱۹۳۸، یک سال قبل از شروع جنگ جهانی دوم، باشگاه کار خود را در لیگ دسته اول در رتبه چهاردهم به پایان رساند. در طول جنگ جهانی دوم، منچستر یونایتد وارد مسابقات لیگ جنگ و جام جنگ شد، ولی در سال ۱۹۴۱، Oldtraford، در طول بمباران آلمانی‌ها، به شدت ویران شد و تا سال ۱۹۴۹ به صورت کامل بازسازی نشد.

## سال‌های ابتدایی ۸۷–۱۸۷۸
در سال ۱۸۷۸، شرکت راه‌آهن لانکشایر و یورکشایر، اجازه تشکیل تیم فوتبالی برای کارکنان بخش واگن صادر کرد. نام این تیم نیوتون هیث (Newton Heath LYR) بود. LYR اختصار سه کلمه Lancashire & Yorkshire Railway (راه‌آهن لانکشایر و یورکشایر) است و برای آن به نام تیم اضافه شد تا تیم آن‌ها را از تیم همکاران آن‌ها در بخش قدرت راه‌آهن متمایز کند. نام تیم بخش قدرت نیوتون هیث لوکو (Newton Heath Loco) بود. شرکت راه‌آهن، زمینه استفاده از زمین نورث رود را که در نزدیکی راه‌آهن نیز بود، فراهم کرد. گفته می‌شود بازیکنان این تیم «مردانی سخت کوش که در کنار هم تیم قدرتمندی را تشکیل داده‌اند» توصیف می‌شده‌است. در ابتدا آن‌ها فقط با تیم‌های دیگر راه‌آهن بازی می‌کردند و فقط اطلاعات برخی از آن‌ها موجود است. در فصل ۱۸۸۲-۸۳ این تیم ۲۶ بازی دوستانه انجام داد و در فصل بعد، در جام لانکشایر شرکت کرد که در آنجا در بازی اول با نتیجه ۷ بر ۲ مغلوب تیم بلکبرن المپیک شد. در سال ۱۸۸۴، نیوتون هیث، وارد چلنج کاپ شهر منچستر و حومه شد و درآن‌جا به فینال رسید و ۳ بر صفر بازی را به تیم هرست باخت. در آن جام، تیم نیتون هیث در هر مرحله حداقل سه گل به ثمر رساند.
نیوتون حداقل پنج بار به فینال چلنج کاپ منچستر رسید و به جز یکی، بقیه را برد. در ضمن، در سال ۱۸۸۶ باشگاه شروع به بخدمت گرفتن بازیکنانی با شهرت ملی نظیر جک پاول (که بعدها کاپیتان تیم شد)، جک و راجر داوتی و تام برک کرد. در فصل ۱۸۸۶-۸۷ باشگاه برای اولین به جام حذفی وارد شد. در بازی اول مقابل فلیتوود رنجرز در وقت‌های قانونی به تساوی ۲-۲ رسید. اما کاپیتان تیم، جک پاول، از بازی کردن در وقت‌های اضافه سر باز زد و باعث شد تیم رقیب صعود کند، که این اتفاق در ادامه نیز باعث شد تا نیوتون هیث تا سال ۱۸۸۹ این مسابقات را تحریم کند.

## لیگ فوتبال: ۹۹–۱۸۸۸
در سال ۱۸۸۸، نیوتون هیث از بخت خود برای شرکت در لیگ فوتبال استفاده نکرد و به همراه چند تیم دیگر، لیگ کامبینیشن را تأسیس نمود. در آوریل ۱۸۸۹، این لیگ به مشکلات مالی برخورد و قبل از پایان فصل اول، منحل شد.
در سال ۱۸۹۰، نیوتون هیث موفق نشد تا به لیگ فوتبال راه یابد. این تیم به همراه یازده تیم دیگر، لیگی به نام اتحاد فوتبال تشکیل دادند که در فصل نخست آن نیوتون در جایگاه هشتم قرار گرفت. پس از سه سال، زمانی که لیگ اتحاد فوتبال با لیگ فوتبال ادغام شد، نیتون هیث نیز وارد لیگ دسته اول شد. در آخرین فصل حضور نیوتون هیث در لیگ اتحاد فوتبال، آن‌ها در مقام دوم و پشت سر ناتینگهام فارست قرار گرفتند، رتبه‌ای که باعث شد این تیم در فصل اول ورودش به لیگ فوتبال، در دسته اول بازی کند. در این زمان باشگاه از راه‌آهن استقلال یافته بود و پسوند LYR نیز از انتهای نام تیم برداشته شد، اگرچه هنوز بیشتر بازیکنان تیم کارمند شرکت راه‌آهن بودند. در آن زمان، باشگاه با فروختن ۲۰۰۰ پوند از سهام خود، به یک شرکت سهامی تبدیل شد.
در فصل اول لیگ دسته اول فوتبال، نیوتون هیث در رده آخر قرار گرفت و با برد مقابل اسمال هیث (که بعدها نام این باشگاه به بیرمنگام سیتی تغییر کرد) در بازی پلی‌آف از سقوط نجات یافت. در سال ۱۸۹۳، تیم زمین خانگی خود را به بانک استریت که در کنار یک کارخانه تولید مواد شیمیایی بود، تغییر داد. گفته می‌شود در زمان برگزاری بازی‌ها، بخارهای خروجی از این کارخانه، روی بازیکنان تأثیر منفی می‌گذاشته‌است. در فصل ۱۸۹۳-۹۴ نیوتون هیث در بازی پلی‌آف مقابل تیم لیورپول به میدان رفت و بازی را ۲ بر صفر واگذار کرد و به دسته دوم سقوط کرد.
در ۹ مارس ۱۸۹۵، مربی تیم والسال تون سویفتز، یک شکایت رسمی از تیم نیوتون هیث به خاطر شرایط بد زمین خانگی این تیم، تنظیم کرد. بازی برگزار شد و نیتون هیث ۱۴ بر صفر والسال را شکست داد، بزرگترین پیروزی غیر رسمی در تاریخ باشگاه. اما نتیجه این بازی بی‌اعتبار اعلام شد. در سال ۱۸۹۷ باشگاه توانست به پلی‌آف راه پیدا کند، اما از صعود به دسته اول بازماند.

## مشکلات مالی: ۰۲–۱۹۰۰
در سال ۱۹۰۱، نیوتون هیث در رتبه دهم قرار گرفت. تعداد بردهای آن‌ها از تعداد باخت‌هایشان کم‌تر بود و فروش بلیط نیز کاهش یافته بود. همچنین بدهی‌ها نیز رو به افزایش بود. ویلیام هیلی، مدیرعامل باشگاه قصد داشت انحلال تیم را اعلام کند.
در این بین یک روز سگ هری استفورد (کاپیتان تیم) فرار کرد و دختر جان هنری دیویس این سگ را پیدا کرد و به آن علاقه‌مند شد. به دنبال این حادثه، دیویس با استفورد ملاقات کرد و نهایتاً دیویس پذیرفت تا باشگاه را از ورشکستگی نجات دهد.
جان هنری دیویس رئیس باشگاه شد و در ۲۴ آوریل ۱۹۰۲ باشگاه نامش به منچستر یونایتد تغییر کرد. از دیگر نام‌های پیشنهادی منچستر سلتیک و منچستر سنترال بود. همچنین رنگ پیراهن اصلی تیم به قرمز و سفید تغییر کرد.
باشگاه منچستر یونایتد پس از نجات یافتن توسط ۴ مرد ثروتمند، در فصل ۱۹۰۲-۰۳ با بردن ۱۵ بازی و با ۳۸ امتیاز، در رده پنجم قرار گرفت.

## ۱۸–۱۹۰۳
بعد از یک شروع بد در سال ۱۹۰۳، باشگاه قدم مؤثر دیگری برداشت و اولین سرمربی رسمی تیم یعنی ارنست منگنال را استخدام کرد. با سرمربی‌گری او، تیم در فصل اول، در دسته دوم پنجم شد. در فصل بعد، منچستر یونایتد با ۱۸ بازی بدون شکست از سپتامبر ۱۹۰۴ تا فوریه ۱۹۰۵ رکورد جدیدی ثبت کرد. تیم این فصل را با رتبه سوم به پایان رساند. همچنین با تصویب قانون ممنوعیت فروش نوشیدنی‌های الکلی در کنار زمین، باشگاه متحمل ضرر مالی شد.
منچستر یونایتد با جذب چند بازیکن، توانست در سال ۱۹۰۶ به دسته اول صعود کند. همچنین آن‌ها با شکست ۵ بر ۱ استون ویلا تا یک‌چهارم نهایی جام حذفی پیش رفتند.
ارنست منگنال پس از یک رسوایی که گریبان منچستر سیتی را گرفت، توانست هربرت برگس، الک "سندی" ترنبال و جیمی بنیستر را به تیم خود بیاورد. سرانجام در سال ۱۹۰۸ منچستر یونایتد توانست برای اولین بار قهرمان لیگ دسته اول شود. سال بعد، با شکست ۱ بر صفر بریستول سیتی در فینال، منچستر یونایتد قهرمان جام حذفی شد. سندی ترنبال تک‌گل این بازی را زد و بیلی مردیت به عنوان بهترین بازیکن میدان انتخاب شد.
سال ۱۹۰۹ نقطه عطف دیگری برای تیم منچستر یونایتد محسوب می‌شود. در این سال جان هنری دیویس وامی ۶۰٫۰۰۰ پوندی (که در آن زمان مبلغ قابل توجهی بود) دریافت کرد و ورزشگاه الدترافورد را بنا کرد. این تیم در سال ۱۹۱۰ نخستین بازی خود را در این ورزشگاه مقابل لیورپول انجام داد که در آن بازی ۴ برنخستین بازی خود را در این ورزشگاه مقابل لیورپول انجام داد که در آن بازی ۴ بر ۳ مغلوب شد.
ارنست منگنال توانست با منچستر یونایتد در اولین دوره جام خیریه انگلیس در سال ۱۹۰۸ قهرمان شود. در سال ۱۹۱۱ آن‌ها دوباره لیگ را فتح کردند و این پایان گار منگنال در یونایتد بود. سال بعد او منچستر یونایتد را به مقصد منچستر سیتی ترک کرد.
بازیکنان منچستر یونایتد از جمله چارلی رابرتس و بیلی مردیت از پایه‌گذاران اصلی اتحادیه بازیکنان و مربیان فوتبال بودند. در ابتدای فصل ۱۹۰۹-۱۰ اتحادیه فوتبال انگلستان اعضای این اتحادیه را تهدید به محرومیت از حضور در لیگ کرد. اما بازیکنان منچستر یونایتد از الغای عضویت خود در این اتحادیه سر باز زدند و خودشان را «مطرودین» نامیدند. تا قبل از شروع لیگ بین اتحادیه بازیکن و اتحادیه فوتبال توافقی صورت گرفت و اتحادیه فوتبال اجازه حضور اعضای اتحادیه بازیکنان و مربیان در لیگ را صادر کرد.
بدون منگنال، تیم زیر نظر جی. جی بنتلی در سال بعد در رتبه ۱۳ام قرار گرفت و میانگین تماشاگران هر بازی به ۱۵۰۰۰ نفر کاهش یافت. در فصل ۱۹۱۴-۱۵ آن‌ها با فاصله بسیار کمی از سقوط گریختند. سه تن از بازیکنان یونایتد در رسوایی تبانی فوتبال بریتانیا در سال ۱۹۱۵ گناهکار شناخته شدند و برای همیشه از حضور در میدان‌ها محروم شدند.
در طول جنگ جهانی اول، لیگ فوتبال تعطیل شد و سندی ترنبال در فرانسه کشته شد. در ۲۸ دسامبر ۱۹۱۴ جک رابسون به عنوان اولین سرمربی رسمی تیم معرفی شد. تا قبل از این دبیر باشگاه مسئول مسائل فنی و نتایج کسب شده تیم بود. در طول جنگ هیچ مسابقه‌ای برگزار نشد، ولی باشگاه همچنان باید برای نگهداری ورزشگاه هزینه می‌پرداخت و وضعیت مالی باشگاه بدتر می‌شد.

## ۳۸–۱۹۱۹
در پایان فصل ۱۹۲۱-۲۲ منچستر یونایتد به دسته دوم سقوط کرد. یونایتد تحت مربیگری جان چپمن در سال ۱۹۲۵ دوباره به دسته اول برگشت. در سال ۱۹۲۷ جان هنری دیویس درگذشت و جی. اچ لاتون جانشین او شد. در ۷ اکتبر ۱۹۲۶، اتحادیه فوتبال انگلیس اعلام کرد جان چپمن به دلیل «رفتار نامناسب» دیگر اجازه حضور در فوتبال را ندارد و لل هیلدیتچ تا پایان آن فصل جانشینش شد.
فصل بعد هربرت باملت سرمربی شد و هرگز به رتبه‌ای بهتر از ۱۲ دست نیافت. در سال ۱۹۳۱ یونایتد در لیگ آخر شد. مشکلات مالی بازهم گریبانگیر تیم شد و هربرت باملت استعفا کرد. فصل بعد، والتر کریکمر سرمربی تیم شد. در فصل ۱۹۳۱-۳۲ آن‌ها کارشان را در میانه‌های جدول دسته دوم پایان دادند.
جیمز دبلیو گیبسون به هیئت مدیره پیشنهاد کمک داد. او گفت که حاضر است در صورت واگذار شدن مدیریت باشگاه به او، به تیم کمک کند. هیئت مدیره پذیرفت و گیبسون ۳۰۰۰۰ پوند در باشگاه سرمایه‌گذاری کرد. در ادامه اسکات دانکن به عنوان سرمربی تیم انتخاب شد.
در سال ۱۹۳۴، منچستر یونایتد بدترین نتیجه تاریخ خود را گرفت. آن‌ها در روز آخر با برد مقابل میلوال، از سقوط به دسته سوم گریختند و در دسته دوم بیستم شدند.
فصل بعد، یونایتد پیشرفت قابل ملاحظه‌ای داشت. در ماه اکتبر و نوامبر موفق شدند ۱۰ بازی از ۱۱ بازی خود را ببرند. در آن فصل آن‌ها کارشان را با رتبه پنجم به پایان بردند و در سال ۱۹۳۶ با قهرمانی در دسته دوم به سطح اول فوتبال انگلیس بازگشتند.
شادی هواداران بسیار کوتاه بود و سال بعد دوباره منچستر یونایتد به دسته دوم سقوط کرد. اسکات دانکن استعفا کرد و کریکمر سرمربی شد. با وجود بدهی ۷۰۰۰۰ پوندی، در سال ۱۹۳۸ با نایب قهرمانی در دسته دوم به دسته اول بازگشتند و یک سال قبل از شروع جنگ جهانی دوم، در دسته اول چهاردهم شدند. آن‌ها تا ۳۶ سال بعد در دسته اول باقی‌ماندند.

## جنگ جهانی دوم: ۴۵–۱۹۳۹
با شروع جنگ جهانی دوم در سپتامبر ۱۹۳۹، فعالیت‌های اتحادیه فوتبال انگلستان متوقف شد و همچنین در طول جنگ، ارتش از ورزشگاه الدترافورد به عنوان انبار مهمات استفاده می‌کرد. مسابقات فوتبال همچنان در این ورزشگاه برگزار می‌شد تا اینکه ۲۲ دسامبر ۱۹۴۰، بمباران ارتش آلمان، به ورزشگاه آسیب وارد کرد. البته آسیب خیلی جدی نبود و بعد از مدت کوتاهی ورزشگاه مرمت شد. اما در ۱۱ مارس ۱۹۴۱، ورزشگاه بار دیگر توسط ارتش آلمان بمباران شد که این بار به ورزشگاه به شدت خسارت وارد شد از جمله این که جایگاه اصلی ورزشگاه کاملاً تخریب شد. کمیسیون خسارت جنگ پذیرفت تا خسارت بپردازد. این کمیسیون ۴۸۰۰ پوند برای پاکسازی ورزشگاه از آوار و ۱۷۴۷۸ پوند برای بازسازی جایگاه‌ها به باشگاه پرداخت. در مدتی که ورزشگاه بازسازی می‌شد، منچستر یونایتد بازی‌های خانگی خودش را در مین رود، ورزشگاه خانگی تیم منچستر سیتی با پرداخت سالیانه ۵۰۰۰ پوند اجاره بها انجام می‌داد.

### مطالعه بیشتر
- Barnes, Justyn; Bostock, Adam; Butler, Cliff; Ferguson, Jim; Meek, David; Mitten, Andy; Pilger, Sam; Taylor, Frank OBE; Tyrrell, Tom (2001) [۱۹۹۸]. The Official Manchester United Illustrated Encyclopedia (3rd ed.). London: Manchester United Books. ISBN 0-233-99964-7.
- Inglis, Simon (1996) [۱۹۸۵]. Football Grounds of Britain (3rd ed.). London: CollinsWillow. ISBN 0-00-218426-5.
- James, Gary (2008). Manchester: A Football History. Halifax: James Ward. ISBN 978-0-9558127-0-5.
- Murphy, Alex (2006). The Official Illustrated History of Manchester United. London: Orion Books. ISBN 0-7528-7603-1.
- Shury, Alan; Landamore, Brian (2005). The Definitive Newton Heath F.C. SoccerData. ISBN 1-899468-16-1.
- Tyrrell, Tom; Meek, David (1996) [۱۹۸۸]. The Hamlyn Illustrated History of Manchester United 1878–1996 (5th ed.). London: Hamlyn. ISBN 0-600-59074-7.